# Tour de Romandie 2011
La 65e édition du Tour de Romandie s'est déroulée du 26 avril au 1er mai 2011. Il s'agit de la 13e épreuve de l'UCI World Tour 2011
La course est remportée par l'Australien Cadel Evans qui s'impose pour la seconde fois après sa victoire de 2006. Il devance sur le podium l'Allemand Tony Martin (Team HTC-Highroad) de 18 secondes et le Kazakh Alexandre Vinokourov (Astana) de 19 secondes. Matthias Brändle (Geox-TMC) remporte le classement des sprints, alors que le Danois Chris Anker Sørensen (Team Saxo Bank) termine meilleur grimpeur de l'épreuve. Garmin-Cervélo s'adjuge le classement par équipes et le classement du meilleur jeune grâce à l'Américain Andrew Talansky.

## Présentation

### Équipes
Le Tour de Romandie faisant partie du World Tour, les 18 équipes ProTour sont présentes, les équipes Europcar et Geox-TMC sont quant à elles invitées par l'organisateur.
| ProTeams (18)- Ag2r La Mondiale - Astana - BMC Racing Team - Euskaltel-Euskadi - Garmin-Cervélo - HTC-Highroad - Katusha - Lampre-ISD - Leopard-Trek - Liquigas-Cannondale - Movistar Team - Omega Pharma-Lotto - Quick Step Cycling Team - Rabobank - Team RadioShack - Saxo Bank-Sungard - Sky ProCycling - Vacansoleil-DCM Équipes continentales professionnelles (2)- Geox-TMC - Team Europcar |
| |

### Favoris
Les principaux favoris à la victoire finale sont l’Italien Damiano Cunego qui sera épaulé par le tenant du titre, le Slovène Simon Špilak (Lampre-ISD), le Tchéque Roman Kreuziger et le Kazakh Alexandre Vinokourov pour l'équipe Astana, le Russe Denis Menchov (Geox-TMC), le Polonais Sylwester Szmyd (Liquigas-Cannondale), le Slovène Janez Brajkovič (Team RadioShack), l’Italien Marco Pinotti et L’Allemand Tony Martin (Team HTC-Highroad), l’Australien Cadel Evans (BMC Racing), le Français Jean-Christophe Péraud (AG2R La Mondiale), et enfin les Espagnols Beñat Intxausti et David López García pour le compte de l’équipe Movistar.

## Étapes
| Étape     | Date    | Villes étapes             | type                        | Distance (km) | Vainqueur d'étape    | Leader du classement général |
| --------- | ------- | ------------------------- | --------------------------- | ------------- | -------------------- | ---------------------------- |
| Prologue  | 26 avr. | Martigny – Martigny       | prologue                    | 3,5           | Jonathan Castroviejo | Jonathan Castroviejo         |
| 1re étape | 27 avr. | Martigny – Leysin         | étape de montagne           | 171,5         | Pavel Brutt          | Pavel Brutt                  |
| 2e étape  | 28 avr. | Romont – Romont           | étape de montagne           | 168,3         | Damiano Cunego       | Pavel Brutt                  |
| 3e étape  | 29 avr. | Thierrens – Neuchâtel     | étape vallonnée             | 166,5         | Alexandre Vinokourov | Pavel Brutt                  |
| 4e étape  | 30 avr. | Aubonne – signal de Bougy | contre-la-montre individuel | 20,5          | David Zabriskie      | Cadel Evans                  |
| 5e étape  | 1 mai   | Champagne – Genève        | étape vallonnée             | 164,6         | Ben Swift            | Cadel Evans                  |

## Récit de la course

### Prologue

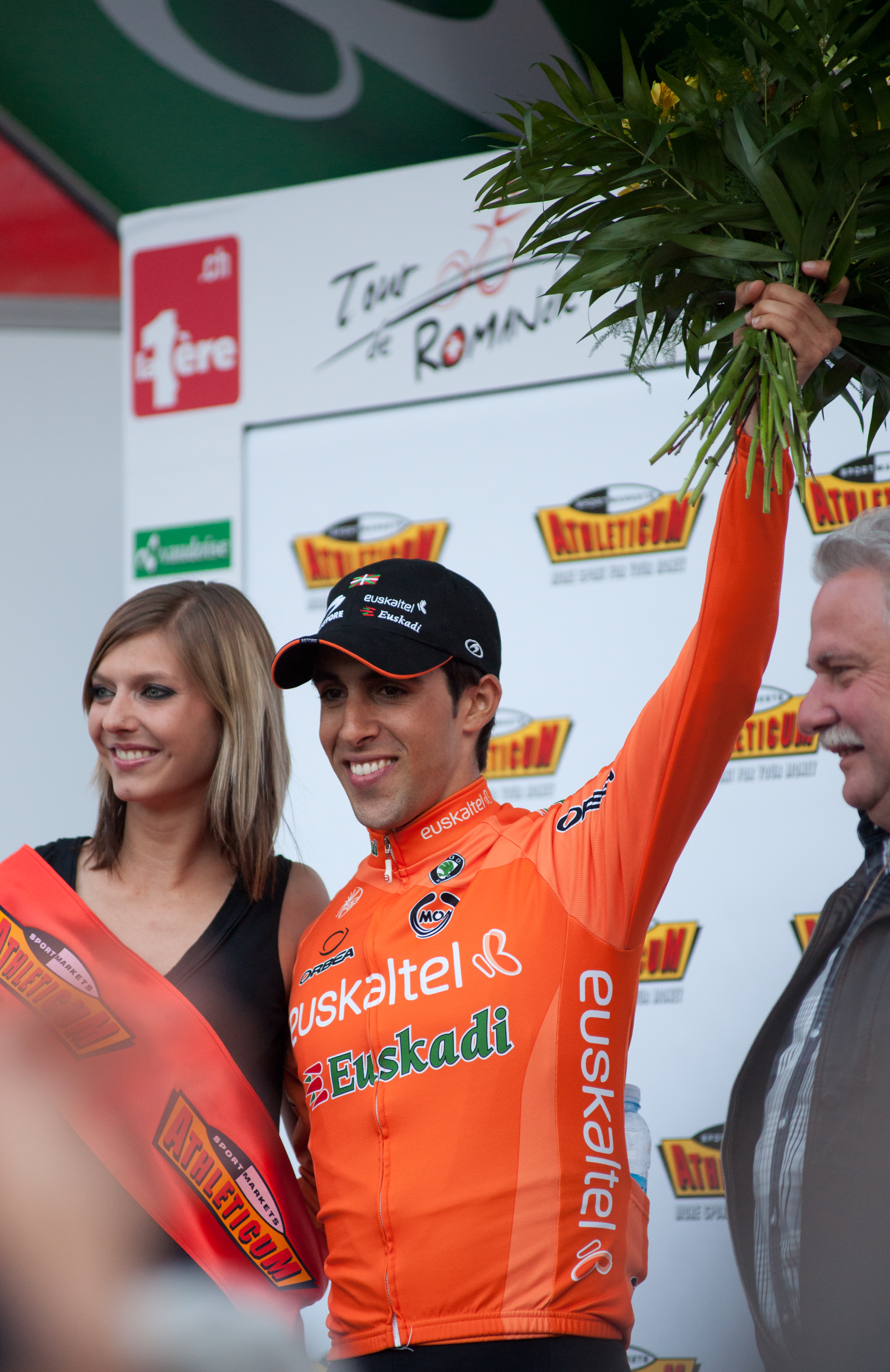
Jonathan Castroviejo sur le podium après sa victoire.

Ce prologue de 4,3 km à travers Martigny (Valais) est disputé sur un parcours plat.
Le jeune Espagnol Jonathan Castroviejo (Euskaltel-Euskadi) s'impose en 3 minutes et 40 secondes. Il prend la tête du classement général.
| \| Classement de l'étape \| Classement de l'étape \| Classement de l'étape \| Classement de l'étape \| Classement de l'étape \| \| Coureur \| Coureur \| Pays \| Équipe \| Temps \| \| --------------------- \| --------------------- \| --------------------- \| --------------------- \| --------------------- \| \| 1er \| Jonathan Castroviejo \| Espagne \| Euskaltel-Euskadi \| 3 min 40 s \| \| 2e \| Taylor Phinney \| États-Unis \| BMC Racing Team \| + 0 s \| \| 3e \| Leigh Howard \| Australie \| HTC-Highroad \| + 1 s \| \| 4e \| Geoffroy Lequatre \| France \| Team RadioShack \| + 2 s \| \| 5e \| David Millar \| Royaume-Uni \| Garmin-Cervélo \| + 2 s \| \| 6e \| Dennis van Winden \| Pays-Bas \| Rabobank \| + 3 s \| \| 7e \| Patrick Gretsch \| Allemagne \| HTC-Highroad \| + 3 s \| \| 8e \| Mark Renshaw \| Australie \| HTC-Highroad \| + 4 s \| \| 9e \| Alexandre Vinokourov \| Kazakhstan \| Astana \| + 4 s \| \| 10e \| Daniele Bennati \| Italie \| Leopard-Trek \| + 4 s \| |                      |             |                   |            |
| |                      |             |                   |            |
| |                      |             |                   |            |
| Classement de l'étape |                      |             |                   |            |
| Coureur | Coureur              | Pays        | Équipe            | Temps      |
| 1er | Jonathan Castroviejo | Espagne     | Euskaltel-Euskadi | 3 min 40 s |
| 2e | Taylor Phinney       | États-Unis  | BMC Racing Team   | + 0 s      |
| 3e | Leigh Howard         | Australie   | HTC-Highroad      | + 1 s      |
| 4e | Geoffroy Lequatre    | France      | Team RadioShack   | + 2 s      |
| 5e | David Millar         | Royaume-Uni | Garmin-Cervélo    | + 2 s      |
| 6e | Dennis van Winden    | Pays-Bas    | Rabobank          | + 3 s      |
| 7e | Patrick Gretsch      | Allemagne   | HTC-Highroad      | + 3 s      |
| 8e | Mark Renshaw         | Australie   | HTC-Highroad      | + 4 s      |
| 9e | Alexandre Vinokourov | Kazakhstan  | Astana            | + 4 s      |
| 10e | Daniele Bennati      | Italie      | Leopard-Trek      | + 4 s      |

| \| Classement général \| Classement général \| Classement général \| Classement général \| Classement général \| \| Coureur \| Coureur \| Pays \| Équipe \| Temps \| \| ------------------ \| -------------------- \| ------------------ \| ------------------ \| ------------------ \| \| 1er \| Jonathan Castroviejo \| Espagne \| Euskaltel-Euskadi \| 3 min 40 s \| \| 2e \| Taylor Phinney \| États-Unis \| BMC Racing Team \| + 0 s \| \| 3e \| Leigh Howard \| Australie \| HTC-Highroad \| + 1 s \| \| 4e \| Geoffroy Lequatre \| France \| Team RadioShack \| + 2 s \| \| 5e \| David Millar \| Royaume-Uni \| Garmin-Cervélo \| + 2 s \| \| 6e \| Dennis van Winden \| Pays-Bas \| Rabobank \| + 3 s \| \| 7e \| Patrick Gretsch \| Allemagne \| HTC-Highroad \| + 3 s \| \| 8e \| Mark Renshaw \| Australie \| HTC-Highroad \| + 4 s \| \| 9e \| Alexandre Vinokourov \| Kazakhstan \| Astana \| + 4 s \| \| 10e \| Daniele Bennati \| Italie \| Leopard-Trek \| + 4 s \| |                      |             |                   |            |
| |                      |             |                   |            |
| |                      |             |                   |            |
| Classement général |                      |             |                   |            |
| Coureur | Coureur              | Pays        | Équipe            | Temps      |
| 1er | Jonathan Castroviejo | Espagne     | Euskaltel-Euskadi | 3 min 40 s |
| 2e | Taylor Phinney       | États-Unis  | BMC Racing Team   | + 0 s      |
| 3e | Leigh Howard         | Australie   | HTC-Highroad      | + 1 s      |
| 4e | Geoffroy Lequatre    | France      | Team RadioShack   | + 2 s      |
| 5e | David Millar         | Royaume-Uni | Garmin-Cervélo    | + 2 s      |
| 6e | Dennis van Winden    | Pays-Bas    | Rabobank          | + 3 s      |
| 7e | Patrick Gretsch      | Allemagne   | HTC-Highroad      | + 3 s      |
| 8e | Mark Renshaw         | Australie   | HTC-Highroad      | + 4 s      |
| 9e | Alexandre Vinokourov | Kazakhstan  | Astana            | + 4 s      |
| 10e | Daniele Bennati      | Italie      | Leopard-Trek      | + 4 s      |

### 1reétape
Cette première étape (169,3 km) est vallonnée, une côte de deuxième catégorie figure dans la première moitié de l'étape, alors que le col du Pillon et la montée sur Leysin, tous les deux classés en difficulté de première catégorie, se situent dans les 25 derniers kilomètres.
Le Russe Pavel Brutt (Team Katusha), issus de l'échappée matinale, s'impose en 4 heures 27 minutes et 41 secondes. Il termine avec plus d'une minute d'avance sur ses anciens compagnons d'échappée, et avec 2 minutes sur le groupe composé des principaux favoris. Il prend la tête du classement général.
| \| Classement de l'étape \| Classement de l'étape \| Classement de l'étape \| Classement de l'étape \| Classement de l'étape \| \| Coureur \| Coureur \| Pays \| Équipe \| Temps \| \| --------------------- \| --------------------- \| --------------------- \| --------------------- \| --------------------- \| \| 1er \| Pavel Brutt \| Russie \| Katusha \| 4 h 27 min 41 s \| \| 2e \| Oleksandr Kvachuk \| Ukraine \| Lampre-ISD \| + 56 s \| \| 3e \| Branislau Samoilau \| Biélorussie \| Movistar Team \| + 1 min 15 s \| \| 4e \| Jack Bobridge \| Australie \| Garmin-Cervélo \| + 1 min 23 s \| \| 5e \| Damiano Cunego \| Italie \| Lampre-ISD \| + 1 min 59 s \| \| 6e \| Beñat Intxausti \| Espagne \| Movistar Team \| + 2 min 01 s \| \| 7e \| Cadel Evans \| Australie \| BMC Racing Team \| + 2 min 03 s \| \| 8e \| Christopher Froome \| Royaume-Uni \| Team Sky \| + 2 min 05 s \| \| 9e \| David López García \| Espagne \| Movistar Team \| + 2 min 05 s \| \| 10e \| Simon Špilak \| Slovénie \| Lampre-ISD \| + 2 min 05 s \| |                    |             |                 |                 |
| |                    |             |                 |                 |
| |                    |             |                 |                 |
| Classement de l'étape |                    |             |                 |                 |
| Coureur | Coureur            | Pays        | Équipe          | Temps           |
| 1er | Pavel Brutt        | Russie      | Katusha         | 4 h 27 min 41 s |
| 2e | Oleksandr Kvachuk  | Ukraine     | Lampre-ISD      | + 56 s          |
| 3e | Branislau Samoilau | Biélorussie | Movistar Team   | + 1 min 15 s    |
| 4e | Jack Bobridge      | Australie   | Garmin-Cervélo  | + 1 min 23 s    |
| 5e | Damiano Cunego     | Italie      | Lampre-ISD      | + 1 min 59 s    |
| 6e | Beñat Intxausti    | Espagne     | Movistar Team   | + 2 min 01 s    |
| 7e | Cadel Evans        | Australie   | BMC Racing Team | + 2 min 03 s    |
| 8e | Christopher Froome | Royaume-Uni | Team Sky        | + 2 min 05 s    |
| 9e | David López García | Espagne     | Movistar Team   | + 2 min 05 s    |
| 10e | Simon Špilak       | Slovénie    | Lampre-ISD      | + 2 min 05 s    |

| \| Classement général \| Classement général \| Classement général \| Classement général \| Classement général \| \| Coureur \| Coureur \| Pays \| Équipe \| Temps \| \| ------------------ \| -------------------- \| ------------------ \| ------------------ \| ------------------ \| \| 1er \| Pavel Brutt \| Russie \| Katusha \| 4 h 31 min 26 s \| \| 2e \| Oleksandr Kvachuk \| Ukraine \| Lampre-ISD \| + 1 min 00 s \| \| 3e \| Branislau Samoilau \| Biélorussie \| Movistar Team \| + 1 min 22 s \| \| 4e \| Jack Bobridge \| Australie \| Garmin-Cervélo \| + 1 min 31 s \| \| 5e \| Alexandre Vinokourov \| Kazakhstan \| Astana \| + 2 min 04 s \| \| 6e \| Gorka Verdugo \| Espagne \| Euskaltel-Euskadi \| + 2 min 04 s \| \| 7e \| Cadel Evans \| Australie \| BMC Racing Team \| + 2 min 06 s \| \| 8e \| Steve Morabito \| Suisse \| BMC Racing Team \| + 2 min 08 s \| \| 9e \| Damiano Cunego \| Italie \| Lampre-ISD \| + 2 min 08 s \| \| 10e \| Beñat Intxausti \| Espagne \| Movistar Team \| + 2 min 09 s \| |                      |             |                   |                 |
| |                      |             |                   |                 |
| |                      |             |                   |                 |
| Classement général |                      |             |                   |                 |
| Coureur | Coureur              | Pays        | Équipe            | Temps           |
| 1er | Pavel Brutt          | Russie      | Katusha           | 4 h 31 min 26 s |
| 2e | Oleksandr Kvachuk    | Ukraine     | Lampre-ISD        | + 1 min 00 s    |
| 3e | Branislau Samoilau   | Biélorussie | Movistar Team     | + 1 min 22 s    |
| 4e | Jack Bobridge        | Australie   | Garmin-Cervélo    | + 1 min 31 s    |
| 5e | Alexandre Vinokourov | Kazakhstan  | Astana            | + 2 min 04 s    |
| 6e | Gorka Verdugo        | Espagne     | Euskaltel-Euskadi | + 2 min 04 s    |
| 7e | Cadel Evans          | Australie   | BMC Racing Team   | + 2 min 06 s    |
| 8e | Steve Morabito       | Suisse      | BMC Racing Team   | + 2 min 08 s    |
| 9e | Damiano Cunego       | Italie      | Lampre-ISD        | + 2 min 08 s    |
| 10e | Beñat Intxausti      | Espagne     | Movistar Team     | + 2 min 09 s    |

### 2eétape
Sur un parcours accidenté, deux coureurs ont ouvert la route pendant une grande majorité de l'étape : Christophe Kern (Europcar) et Maxime Bouet (AG2r La Mondiale). Mais, les deux coureurs Français ont été repris par le peloton à 20 kilomètres de l'arrivée. Ensuite, un trio a attaqué dans le final Faria Da Costa, Mikaël Chérel et Millar mais le dernier kilomètre en bosse leur a été fatal. Damiano Cunego s'est imposé en puncheur dans la petite ville du canton de Fribourg. Lâché à moins de 20 kilomètres du terme, le maillot jaune Brutt a perdu près de 1 minute 30.
| \| Classement de l'étape \| Classement de l'étape \| Classement de l'étape \| Classement de l'étape \| Classement de l'étape \| \| Coureur \| Coureur \| Pays \| Équipe \| Temps \| \| --------------------- \| --------------------- \| --------------------- \| --------------------- \| --------------------- \| \| 1er \| Damiano Cunego \| Italie \| Lampre-ISD \| 4 h 10 min 53 s \| \| 2e \| Cadel Evans \| Australie \| BMC Racing Team \| + 2 s \| \| 3e \| Alexandre Vinokourov \| Kazakhstan \| Astana \| + 2 s \| \| 4e \| Rui Costa \| Portugal \| Movistar Team \| + 2 s \| \| 5e \| David López García \| Espagne \| Movistar Team \| + 2 s \| \| 6e \| Beñat Intxausti \| Espagne \| Movistar Team \| + 2 s \| \| 7e \| Andrew Talansky \| États-Unis \| Garmin-Cervélo \| + 2 s \| \| 8e \| Tony Martin \| Allemagne \| HTC-Highroad \| + 2 s \| \| 9e \| Denis Menchov \| Russie \| Geox-TMC \| + 2 s \| \| 10e \| Pieter Weening \| Pays-Bas \| Rabobank \| + 2 s \| |                      |            |                 |                 |
| |                      |            |                 |                 |
| |                      |            |                 |                 |
| Classement de l'étape |                      |            |                 |                 |
| Coureur | Coureur              | Pays       | Équipe          | Temps           |
| 1er | Damiano Cunego       | Italie     | Lampre-ISD      | 4 h 10 min 53 s |
| 2e | Cadel Evans          | Australie  | BMC Racing Team | + 2 s           |
| 3e | Alexandre Vinokourov | Kazakhstan | Astana          | + 2 s           |
| 4e | Rui Costa            | Portugal   | Movistar Team   | + 2 s           |
| 5e | David López García   | Espagne    | Movistar Team   | + 2 s           |
| 6e | Beñat Intxausti      | Espagne    | Movistar Team   | + 2 s           |
| 7e | Andrew Talansky      | États-Unis | Garmin-Cervélo  | + 2 s           |
| 8e | Tony Martin          | Allemagne  | HTC-Highroad    | + 2 s           |
| 9e | Denis Menchov        | Russie     | Geox-TMC        | + 2 s           |
| 10e | Pieter Weening       | Pays-Bas   | Rabobank        | + 2 s           |

| \| Classement général \| Classement général \| Classement général \| Classement général \| Classement général \| \| Coureur \| Coureur \| Pays \| Équipe \| Temps \| \| ------------------ \| -------------------- \| ------------------ \| ------------------ \| ------------------ \| \| 1er \| Pavel Brutt \| Russie \| Katusha \| 8 h 43 min 39 s \| \| 2e \| Damiano Cunego \| Italie \| Lampre-ISD \| + 38 s \| \| 3e \| Cadel Evans \| Australie \| BMC Racing Team \| + 42 s \| \| 4e \| Alexandre Vinokourov \| Kazakhstan \| Astana \| + 42 s \| \| 5e \| Gorka Verdugo \| Espagne \| Euskaltel-Euskadi \| + 46 s \| \| 6e \| Steve Morabito \| Suisse \| BMC Racing Team \| + 50 s \| \| 7e \| Beñat Intxausti \| Espagne \| Movistar Team \| + 51 s \| \| 8e \| Oliver Zaugg \| Suisse \| Leopard-Trek \| + 51 s \| \| 9e \| Pieter Weening \| Pays-Bas \| Rabobank \| + 51 s \| \| 10e \| Thomas Rohregger \| Autriche \| Leopard-Trek \| + 52 s \| |                      |            |                   |                 |
| |                      |            |                   |                 |
| |                      |            |                   |                 |
| Classement général |                      |            |                   |                 |
| Coureur | Coureur              | Pays       | Équipe            | Temps           |
| 1er | Pavel Brutt          | Russie     | Katusha           | 8 h 43 min 39 s |
| 2e | Damiano Cunego       | Italie     | Lampre-ISD        | + 38 s          |
| 3e | Cadel Evans          | Australie  | BMC Racing Team   | + 42 s          |
| 4e | Alexandre Vinokourov | Kazakhstan | Astana            | + 42 s          |
| 5e | Gorka Verdugo        | Espagne    | Euskaltel-Euskadi | + 46 s          |
| 6e | Steve Morabito       | Suisse     | BMC Racing Team   | + 50 s          |
| 7e | Beñat Intxausti      | Espagne    | Movistar Team     | + 51 s          |
| 8e | Oliver Zaugg         | Suisse     | Leopard-Trek      | + 51 s          |
| 9e | Pieter Weening       | Pays-Bas   | Rabobank          | + 51 s          |
| 10e | Thomas Rohregger     | Autriche   | Leopard-Trek      | + 52 s          |

### 3eétape
Après une échappée matinale de 4 coureurs, le peloton est arrivé groupé dans Neuchâtel. Cependant, Alexandre Vinokourov (Astana),Mikaël Cherel (AG2R La Mondiale) et Tony Martin (Team HTC-Highroad) sont sortis à 2 kilomètres du but. Le Kazakh s'est montré le plus rapide au sprint alors que le peloton était presque revenu sur le trio. Vinokourov en a profité pour prendre 10 secondes de bonifications grâce à la victoire. 
| \| Classement de l'étape \| Classement de l'étape \| Classement de l'étape \| Classement de l'étape \| Classement de l'étape \| \| Coureur \| Coureur \| Pays \| Équipe \| Temps \| \| --------------------- \| --------------------- \| --------------------- \| --------------------- \| --------------------- \| \| 1er \| Alexandre Vinokourov \| Kazakhstan \| Astana \| 3 h 47 min 55 s \| \| 2e \| Mikaël Cherel \| France \| AG2R La Mondiale \| + 0 s \| \| 3e \| Tony Martin \| Allemagne \| HTC-Highroad \| + 0 s \| \| 4e \| Ben Swift \| Royaume-Uni \| Team Sky \| + 0 s \| \| 5e \| Óscar Freire \| Espagne \| Rabobank \| + 0 s \| \| 6e \| Davide Viganò \| Italie \| Leopard-Trek \| + 0 s \| \| 7e \| Geoffroy Lequatre \| France \| Team RadioShack \| + 0 s \| \| 8e \| Alan Pérez \| Espagne \| Euskaltel-Euskadi \| + 0 s \| \| 9e \| Manuele Mori \| Italie \| Lampre-ISD \| + 0 s \| \| 10e \| Rob Ruijgh \| Pays-Bas \| Vacansoleil-DCM \| + 0 s \| |                      |             |                   |                 |
| |                      |             |                   |                 |
| |                      |             |                   |                 |
| Classement de l'étape |                      |             |                   |                 |
| Coureur | Coureur              | Pays        | Équipe            | Temps           |
| 1er | Alexandre Vinokourov | Kazakhstan  | Astana            | 3 h 47 min 55 s |
| 2e | Mikaël Cherel        | France      | AG2R La Mondiale  | + 0 s           |
| 3e | Tony Martin          | Allemagne   | HTC-Highroad      | + 0 s           |
| 4e | Ben Swift            | Royaume-Uni | Team Sky          | + 0 s           |
| 5e | Óscar Freire         | Espagne     | Rabobank          | + 0 s           |
| 6e | Davide Viganò        | Italie      | Leopard-Trek      | + 0 s           |
| 7e | Geoffroy Lequatre    | France      | Team RadioShack   | + 0 s           |
| 8e | Alan Pérez           | Espagne     | Euskaltel-Euskadi | + 0 s           |
| 9e | Manuele Mori         | Italie      | Lampre-ISD        | + 0 s           |
| 10e | Rob Ruijgh           | Pays-Bas    | Vacansoleil-DCM   | + 0 s           |

| \| Classement général \| Classement général \| Classement général \| Classement général \| Classement général \| \| Coureur \| Coureur \| Pays \| Équipe \| Temps \| \| ------------------ \| -------------------- \| ------------------ \| ------------------ \| ------------------ \| \| 1er \| Pavel Brutt \| Russie \| Katusha \| 12 h 32 min 34 s \| \| 2e \| Alexandre Vinokourov \| Kazakhstan \| Astana \| + 32 s \| \| 3e \| Damiano Cunego \| Italie \| Lampre-ISD \| + 38 s \| \| 4e \| Cadel Evans \| Australie \| BMC Racing Team \| + 42 s \| \| 5e \| Gorka Verdugo \| Espagne \| Euskaltel-Euskadi \| + 46 s \| \| 6e \| Steve Morabito \| Suisse \| BMC Racing Team \| + 50 s \| \| 7e \| Beñat Intxausti \| Espagne \| Movistar Team \| + 51 s \| \| 8e \| Oliver Zaugg \| Suisse \| Leopard-Trek \| + 51 s \| \| 9e \| Pieter Weening \| Pays-Bas \| Rabobank \| + 51 s \| \| 10e \| Thomas Rohregger \| Autriche \| Leopard-Trek \| + 52 s \| |                      |            |                   |                  |
| |                      |            |                   |                  |
| |                      |            |                   |                  |
| Classement général |                      |            |                   |                  |
| Coureur | Coureur              | Pays       | Équipe            | Temps            |
| 1er | Pavel Brutt          | Russie     | Katusha           | 12 h 32 min 34 s |
| 2e | Alexandre Vinokourov | Kazakhstan | Astana            | + 32 s           |
| 3e | Damiano Cunego       | Italie     | Lampre-ISD        | + 38 s           |
| 4e | Cadel Evans          | Australie  | BMC Racing Team   | + 42 s           |
| 5e | Gorka Verdugo        | Espagne    | Euskaltel-Euskadi | + 46 s           |
| 6e | Steve Morabito       | Suisse     | BMC Racing Team   | + 50 s           |
| 7e | Beñat Intxausti      | Espagne    | Movistar Team     | + 51 s           |
| 8e | Oliver Zaugg         | Suisse     | Leopard-Trek      | + 51 s           |
| 9e | Pieter Weening       | Pays-Bas   | Rabobank          | + 51 s           |
| 10e | Thomas Rohregger     | Autriche   | Leopard-Trek      | + 52 s           |

### 4eétape
Le contre-la-montre entre Aubonne et le Signal de Bougy avait un profil exigeant mais cela n'a pas empêché un spécialiste de l'emporter avec l'Américain David Zabriskie (Garmin-Cervélo). Pour la lutte au classement général, Cadel Evans était le coureur qui s'en est mieux sorti avec le 8e chrono à 45 secondes et s'est emparé pour l'occasion du maillot de leader. 5e de l'étape, Tony Martin est remonté à la 2e place du général. 
| \| Classement de l'étape \| Classement de l'étape \| Classement de l'étape \| Classement de l'étape \| Classement de l'étape \| \| Coureur \| Coureur \| Pays \| Équipe \| Temps \| \| --------------------- \| --------------------- \| --------------------- \| --------------------- \| --------------------- \| \| 1er \| David Zabriskie \| États-Unis \| Garmin-Cervélo \| 27 min 57 s \| \| 2e \| Richie Porte \| Australie \| Saxo Bank-Sungard \| + 2 s \| \| 3e \| Lieuwe Westra \| Pays-Bas \| Vacansoleil-DCM \| + 16 s \| \| 4e \| Bradley Wiggins \| Royaume-Uni \| Team Sky \| + 18 s \| \| 5e \| Tony Martin \| Allemagne \| HTC-Highroad \| + 27 s \| \| 6e \| Andrew Talansky \| États-Unis \| Garmin-Cervélo \| + 42 s \| \| 7e \| Steven Kruijswijk \| Pays-Bas \| Rabobank \| + 43 s \| \| 8e \| Cadel Evans \| Australie \| BMC Racing Team \| + 45 s \| \| 9e \| Jonathan Castroviejo \| Espagne \| Euskaltel-Euskadi \| + 48 s \| \| 10e \| Linus Gerdemann \| Allemagne \| Leopard-Trek \| + 54 s \| |                      |             |                   |             |
| |                      |             |                   |             |
| |                      |             |                   |             |
| Classement de l'étape |                      |             |                   |             |
| Coureur | Coureur              | Pays        | Équipe            | Temps       |
| 1er | David Zabriskie      | États-Unis  | Garmin-Cervélo    | 27 min 57 s |
| 2e | Richie Porte         | Australie   | Saxo Bank-Sungard | + 2 s       |
| 3e | Lieuwe Westra        | Pays-Bas    | Vacansoleil-DCM   | + 16 s      |
| 4e | Bradley Wiggins      | Royaume-Uni | Team Sky          | + 18 s      |
| 5e | Tony Martin          | Allemagne   | HTC-Highroad      | + 27 s      |
| 6e | Andrew Talansky      | États-Unis  | Garmin-Cervélo    | + 42 s      |
| 7e | Steven Kruijswijk    | Pays-Bas    | Rabobank          | + 43 s      |
| 8e | Cadel Evans          | Australie   | BMC Racing Team   | + 45 s      |
| 9e | Jonathan Castroviejo | Espagne     | Euskaltel-Euskadi | + 48 s      |
| 10e | Linus Gerdemann      | Allemagne   | Leopard-Trek      | + 54 s      |

| \| Classement général \| Classement général \| Classement général \| Classement général \| Classement général \| \| Coureur \| Coureur \| Pays \| Équipe \| Temps \| \| ------------------ \| -------------------- \| ------------------ \| ------------------ \| ------------------ \| \| 1er \| Cadel Evans \| Australie \| BMC Racing Team \| 13 h 00 min 58 s \| \| 2e \| Tony Martin \| Allemagne \| HTC-Highroad \| + 18 s \| \| 3e \| Alexandre Vinokourov \| Kazakhstan \| Astana \| + 19 s \| \| 4e \| Marco Pinotti \| Italie \| HTC-Highroad \| + 31 s \| \| 5e \| Beñat Intxausti \| Espagne \| Movistar Team \| + 41 s \| \| 6e \| Pieter Weening \| Pays-Bas \| Rabobank \| + 51 s \| \| 7e \| Janez Brajkovič \| Slovénie \| Team RadioShack \| + 52 s \| \| 8e \| Pavel Brutt \| Russie \| Katusha \| + 58 s \| \| 9e \| Andrew Talansky \| États-Unis \| Garmin-Cervélo \| + 59 s \| \| 10e \| David Millar \| Royaume-Uni \| Garmin-Cervélo \| + 1 min 00 s \| |                      |             |                 |                  |
| |                      |             |                 |                  |
| |                      |             |                 |                  |
| Classement général |                      |             |                 |                  |
| Coureur | Coureur              | Pays        | Équipe          | Temps            |
| 1er | Cadel Evans          | Australie   | BMC Racing Team | 13 h 00 min 58 s |
| 2e | Tony Martin          | Allemagne   | HTC-Highroad    | + 18 s           |
| 3e | Alexandre Vinokourov | Kazakhstan  | Astana          | + 19 s           |
| 4e | Marco Pinotti        | Italie      | HTC-Highroad    | + 31 s           |
| 5e | Beñat Intxausti      | Espagne     | Movistar Team   | + 41 s           |
| 6e | Pieter Weening       | Pays-Bas    | Rabobank        | + 51 s           |
| 7e | Janez Brajkovič      | Slovénie    | Team RadioShack | + 52 s           |
| 8e | Pavel Brutt          | Russie      | Katusha         | + 58 s           |
| 9e | Andrew Talansky      | États-Unis  | Garmin-Cervélo  | + 59 s           |
| 10e | David Millar         | Royaume-Uni | Garmin-Cervélo  | + 1 min 00 s     |

### 5eétape
Enfin, la dernière étape a pris la direction de Genève avec une échappée matinale de 9 coureurs dans laquelle Chris Anker Sørensen en a profité pour acquérir définitivement le maillot de la montagne dans les reliefs du début d'étape. Après avoir repris les deux derniers fuyards à 2 kilomètres du but, Ben Swift s'est montré le plus rapide au sprint devant Davide Vigano et le favori du jour Oscar Freire. 
| \| Classement de l'étape \| Classement de l'étape \| Classement de l'étape \| Classement de l'étape \| Classement de l'étape \| \| Coureur \| Coureur \| Pays \| Équipe \| Temps \| \| --------------------- \| --------------------- \| --------------------- \| --------------------- \| --------------------- \| \| 1er \| Ben Swift \| Royaume-Uni \| Team Sky \| 3 h 50 min 51 s \| \| 2e \| Davide Viganò \| Italie \| Leopard-Trek \| + 0 s \| \| 3e \| Óscar Freire \| Espagne \| Rabobank \| + 0 s \| \| 4e \| Fabio Sabatini \| Italie \| Liquigas-Cannondale \| + 0 s \| \| 5e \| Enrico Gasparotto \| Italie \| Astana \| + 0 s \| \| 6e \| Fumiyuki Beppu \| Japon \| Team RadioShack \| + 0 s \| \| 7e \| Tony Martin \| Allemagne \| HTC-Highroad \| + 0 s \| \| 8e \| Nicolas Roche \| Irlande \| AG2R La Mondiale \| + 0 s \| \| 9e \| Yukiya Arashiro \| Japon \| Team Europcar \| + 0 s \| \| 10e \| Enrique Sanz \| Espagne \| Movistar Team \| + 0 s \| |                   |             |                     |                 |
| |                   |             |                     |                 |
| |                   |             |                     |                 |
| Classement de l'étape |                   |             |                     |                 |
| Coureur | Coureur           | Pays        | Équipe              | Temps           |
| 1er | Ben Swift         | Royaume-Uni | Team Sky            | 3 h 50 min 51 s |
| 2e | Davide Viganò     | Italie      | Leopard-Trek        | + 0 s           |
| 3e | Óscar Freire      | Espagne     | Rabobank            | + 0 s           |
| 4e | Fabio Sabatini    | Italie      | Liquigas-Cannondale | + 0 s           |
| 5e | Enrico Gasparotto | Italie      | Astana              | + 0 s           |
| 6e | Fumiyuki Beppu    | Japon       | Team RadioShack     | + 0 s           |
| 7e | Tony Martin       | Allemagne   | HTC-Highroad        | + 0 s           |
| 8e | Nicolas Roche     | Irlande     | AG2R La Mondiale    | + 0 s           |
| 9e | Yukiya Arashiro   | Japon       | Team Europcar       | + 0 s           |
| 10e | Enrique Sanz      | Espagne     | Movistar Team       | + 0 s           |

## Classements finals

### Classement général
| \| Classement général \| Classement général \| Classement général \| Classement général \| Classement général \| \| Coureur \| Coureur \| Pays \| Équipe \| Temps \| \| ------------------ \| -------------------- \| ------------------ \| ------------------ \| ------------------ \| \| 1er \| Cadel Evans \| Australie \| BMC Racing Team \| 16 h 51 min 49 s \| \| 2e \| Tony Martin \| Allemagne \| HTC-Highroad \| + 18 s \| \| 3e \| Alexandre Vinokourov \| Kazakhstan \| Astana \| + 19 s \| \| 4e \| Marco Pinotti \| Italie \| HTC-Highroad \| + 31 s \| \| 5e \| Beñat Intxausti \| Espagne \| Movistar Team \| + 41 s \| \| 6e \| Pieter Weening \| Pays-Bas \| Rabobank \| + 51 s \| \| 7e \| Janez Brajkovič \| Slovénie \| Team RadioShack \| + 52 s \| \| 8e \| Pavel Brutt \| Russie \| Katusha \| + 58 s \| \| 9e \| Andrew Talansky \| États-Unis \| Garmin-Cervélo \| + 59 s \| \| 10e \| David Millar \| Royaume-Uni \| Garmin-Cervélo \| + 1 min 00 s \| |                      |             |                 |                  |
| |                      |             |                 |                  |
| Source : ProCyclingStats |                      |             |                 |                  |
| Classement général |                      |             |                 |                  |
| Coureur | Coureur              | Pays        | Équipe          | Temps            |
| 1er | Cadel Evans          | Australie   | BMC Racing Team | 16 h 51 min 49 s |
| 2e | Tony Martin          | Allemagne   | HTC-Highroad    | + 18 s           |
| 3e | Alexandre Vinokourov | Kazakhstan  | Astana          | + 19 s           |
| 4e | Marco Pinotti        | Italie      | HTC-Highroad    | + 31 s           |
| 5e | Beñat Intxausti      | Espagne     | Movistar Team   | + 41 s           |
| 6e | Pieter Weening       | Pays-Bas    | Rabobank        | + 51 s           |
| 7e | Janez Brajkovič      | Slovénie    | Team RadioShack | + 52 s           |
| 8e | Pavel Brutt          | Russie      | Katusha         | + 58 s           |
| 9e | Andrew Talansky      | États-Unis  | Garmin-Cervélo  | + 59 s           |
| 10e | David Millar         | Royaume-Uni | Garmin-Cervélo  | + 1 min 00 s     |

| Classement des sprints | Classement des sprints | Classement des sprints | Classement des sprints | Classement des sprints |
| Coureur                | Coureur                | Pays                   | Équipe                 | Points                 |
| ---------------------- | ---------------------- | ---------------------- | ---------------------- | ---------------------- |
| 1er                    | Matthias Brändle       | Autriche               | Geox-TMC               | 12 pts                 |
| 2e                     | Dario Cioni            | Italie                 | Team Sky               | 7 pts                  |
| 3e                     | Pavel Brutt            | Russie                 | Katusha                | 6 pts                  |
| 4e                     | Chris Anker Sørensen   | Danemark               | Saxo Bank-Sungard      | 6 pts                  |
| 5e                     | Christophe Kern        | France                 | Team Europcar          | 6 pts                  |
| 6e                     | Jérôme Cousin          | France                 | Team Europcar          | 6 pts                  |
| 7e                     | Jack Bobridge          | Australie              | Garmin-Cervélo         | 6 pts                  |
| 8e                     | Ignatas Konovalovas    | Lituanie               | Movistar Team          | 6 pts                  |
| 9e                     | Oleksandr Kvachuk      | Ukraine                | Lampre-ISD             | 4 pts                  |
| 10e                    | Branislau Samoilau     | Biélorussie            | Movistar Team          | 4 pts                  |

| Classement des sprints | Classement des sprints | Classement des sprints | Classement des sprints | Classement des sprints |
| Coureur                | Coureur                | Pays                   | Équipe                 | Points                 |
| ---------------------- | ---------------------- | ---------------------- | ---------------------- | ---------------------- |
| 1er                    | Matthias Brändle       | Autriche               | Geox-TMC               | 12 pts                 |
| 2e                     | Dario Cioni            | Italie                 | Team Sky               | 7 pts                  |
| 3e                     | Pavel Brutt            | Russie                 | Katusha                | 6 pts                  |
| 4e                     | Chris Anker Sørensen   | Danemark               | Saxo Bank-Sungard      | 6 pts                  |
| 5e                     | Christophe Kern        | France                 | Team Europcar          | 6 pts                  |
| 6e                     | Jérôme Cousin          | France                 | Team Europcar          | 6 pts                  |
| 7e                     | Jack Bobridge          | Australie              | Garmin-Cervélo         | 6 pts                  |
| 8e                     | Ignatas Konovalovas    | Lituanie               | Movistar Team          | 6 pts                  |
| 9e                     | Oleksandr Kvachuk      | Ukraine                | Lampre-ISD             | 4 pts                  |
| 10e                    | Branislau Samoilau     | Biélorussie            | Movistar Team          | 4 pts                  |

| Classement de la montagne | Classement de la montagne | Classement de la montagne | Classement de la montagne | Classement de la montagne |
| Coureur                   | Coureur                   | Pays                      | Équipe                    | Points                    |
| ------------------------- | ------------------------- | ------------------------- | ------------------------- | ------------------------- |
| 1er                       | Chris Anker Sørensen      | Danemark                  | Saxo Bank-Sungard         | 32 pts                    |
| 2e                        | Oleksandr Kvachuk         | Ukraine                   | Lampre-ISD                | 28 pts                    |
| 3e                        | Pavel Brutt               | Russie                    | Katusha                   | 22 pts                    |
| 4e                        | Branislau Samoilau        | Biélorussie               | Movistar Team             | 22 pts                    |
| 5e                        | Pierre Rolland            | France                    | Team Europcar             | 16 pts                    |
| 6e                        | Christophe Kern           | France                    | Team Europcar             | 14 pts                    |
| 7e                        | Ignatas Konovalovas       | Lituanie                  | Movistar Team             | 14 pts                    |
| 8e                        | Roman Kreuziger           | Tchéquie                  | Astana                    | 12 pts                    |
| 9e                        | Vladimir Gusev            | Russie                    | Katusha                   | 12 pts                    |
| 10e                       | Steven Kruijswijk         | Pays-Bas                  | Rabobank                  | 12 pts                    |

| Classement de la montagne | Classement de la montagne | Classement de la montagne | Classement de la montagne | Classement de la montagne |
| Coureur                   | Coureur                   | Pays                      | Équipe                    | Points                    |
| ------------------------- | ------------------------- | ------------------------- | ------------------------- | ------------------------- |
| 1er                       | Chris Anker Sørensen      | Danemark                  | Saxo Bank-Sungard         | 32 pts                    |
| 2e                        | Oleksandr Kvachuk         | Ukraine                   | Lampre-ISD                | 28 pts                    |
| 3e                        | Pavel Brutt               | Russie                    | Katusha                   | 22 pts                    |
| 4e                        | Branislau Samoilau        | Biélorussie               | Movistar Team             | 22 pts                    |
| 5e                        | Pierre Rolland            | France                    | Team Europcar             | 16 pts                    |
| 6e                        | Christophe Kern           | France                    | Team Europcar             | 14 pts                    |
| 7e                        | Ignatas Konovalovas       | Lituanie                  | Movistar Team             | 14 pts                    |
| 8e                        | Roman Kreuziger           | Tchéquie                  | Astana                    | 12 pts                    |
| 9e                        | Vladimir Gusev            | Russie                    | Katusha                   | 12 pts                    |
| 10e                       | Steven Kruijswijk         | Pays-Bas                  | Rabobank                  | 12 pts                    |

| Classement du meilleur jeune | Classement du meilleur jeune | Classement du meilleur jeune | Classement du meilleur jeune | Classement du meilleur jeune |
| Coureur                      | Coureur                      | Pays                         | Équipe                       | Temps                        |
| ---------------------------- | ---------------------------- | ---------------------------- | ---------------------------- | ---------------------------- |
| 1er                          | Andrew Talansky              | États-Unis                   | Garmin-Cervélo               | 16 h 52 min 48 s             |
| 2e                           | Peter Stetina                | États-Unis                   | Garmin-Cervélo               | + 1 min 15 s                 |
| 3e                           | Cyril Gautier                | France                       | Team Europcar                | + 2 min 18 s                 |
| 4e                           | Steven Kruijswijk            | Pays-Bas                     | Rabobank                     | + 2 min 44 s                 |
| 5e                           | Matthias Brändle             | Autriche                     | Geox-TMC                     | + 2 min 57 s                 |
| 6e                           | Rafał Majka                  | Pologne                      | Saxo Bank-Sungard            | + 3 min 14 s                 |
| 7e                           | Jesús Herrada                | Espagne                      | Movistar Team                | + 5 min 00 s                 |
| 8e                           | Ben Swift                    | Royaume-Uni                  | Team Sky                     | + 7 min 31 s                 |
| 9e                           | Alexandr Pliuschin           | Moldavie                     | Katusha                      | + 7 min 47 s                 |
| 10e                          | Martijn Keizer               | Pays-Bas                     | Vacansoleil-DCM              | + 8 min 28 s                 |

| Classement du meilleur jeune | Classement du meilleur jeune | Classement du meilleur jeune | Classement du meilleur jeune | Classement du meilleur jeune |
| Coureur                      | Coureur                      | Pays                         | Équipe                       | Temps                        |
| ---------------------------- | ---------------------------- | ---------------------------- | ---------------------------- | ---------------------------- |
| 1er                          | Andrew Talansky              | États-Unis                   | Garmin-Cervélo               | 16 h 52 min 48 s             |
| 2e                           | Peter Stetina                | États-Unis                   | Garmin-Cervélo               | + 1 min 15 s                 |
| 3e                           | Cyril Gautier                | France                       | Team Europcar                | + 2 min 18 s                 |
| 4e                           | Steven Kruijswijk            | Pays-Bas                     | Rabobank                     | + 2 min 44 s                 |
| 5e                           | Matthias Brändle             | Autriche                     | Geox-TMC                     | + 2 min 57 s                 |
| 6e                           | Rafał Majka                  | Pologne                      | Saxo Bank-Sungard            | + 3 min 14 s                 |
| 7e                           | Jesús Herrada                | Espagne                      | Movistar Team                | + 5 min 00 s                 |
| 8e                           | Ben Swift                    | Royaume-Uni                  | Team Sky                     | + 7 min 31 s                 |
| 9e                           | Alexandr Pliuschin           | Moldavie                     | Katusha                      | + 7 min 47 s                 |
| 10e                          | Martijn Keizer               | Pays-Bas                     | Vacansoleil-DCM              | + 8 min 28 s                 |

| Classement par équipes | Classement par équipes | Classement par équipes | Classement par équipes |
| Équipe                 | Équipe                 | Pays                   | Temps                  |
| ---------------------- | ---------------------- | ---------------------- | ---------------------- |
| 1re                    | Garmin-Cervélo         | États-Unis             | 50 h 34 min 41 s       |
| 2e                     | Movistar Team          | Espagne                | + 2 min 15 s           |
| 3e                     | Leopard-Trek           | Luxembourg             | + 3 min 32 s           |
| 4e                     | Sky ProCycling         | Royaume-Uni            | + 4 min 42 s           |
| 5e                     | Ag2r La Mondiale       | France                 | + 5 min 05 s           |
| 6e                     | Lampre-ISD             | Italie                 | + 5 min 30 s           |
| 7e                     | BMC Racing Team        | États-Unis             | + 5 min 39 s           |
| 8e                     | Geox-TMC               | Espagne                | + 6 min 15 s           |
| 9e                     | Euskaltel-Euskadi      | Espagne                | + 7 min 15 s           |
| 10e                    | Katusha                | Russie                 | + 7 min 42 s           |

| Classement par équipes | Classement par équipes | Classement par équipes | Classement par équipes |
| Équipe                 | Équipe                 | Pays                   | Temps                  |
| ---------------------- | ---------------------- | ---------------------- | ---------------------- |
| 1re                    | Garmin-Cervélo         | États-Unis             | 50 h 34 min 41 s       |
| 2e                     | Movistar Team          | Espagne                | + 2 min 15 s           |
| 3e                     | Leopard-Trek           | Luxembourg             | + 3 min 32 s           |
| 4e                     | Sky ProCycling         | Royaume-Uni            | + 4 min 42 s           |
| 5e                     | Ag2r La Mondiale       | France                 | + 5 min 05 s           |
| 6e                     | Lampre-ISD             | Italie                 | + 5 min 30 s           |
| 7e                     | BMC Racing Team        | États-Unis             | + 5 min 39 s           |
| 8e                     | Geox-TMC               | Espagne                | + 6 min 15 s           |
| 9e                     | Euskaltel-Euskadi      | Espagne                | + 7 min 15 s           |
| 10e                    | Katusha                | Russie                 | + 7 min 42 s           |

## Évolution des classements
| Étape            | Vainqueur            | Classement général   | Classement du meilleur sprinteur | Classement de la montagne | Classement du meilleur jeune | Classement par équipes |
| ---------------- | -------------------- | -------------------- | -------------------------------- | ------------------------- | ---------------------------- | ---------------------- |
| P                | Jonathan Castroviejo | Jonathan Castroviejo | Non décerné                      | Non décerné               | Jonathan Castroviejo         | HTC-Highroad           |
| 1                | Pavel Brutt          | Pavel Brutt          | Pavel Brutt                      | Oleksandr Kvachuk         | Jack Bobridge                | Lampre-ISD             |
| 2                | Damiano Cunego       | Pavel Brutt          | Pavel Brutt                      | Oleksandr Kvachuk         | Peter Stetina                | Movistar               |
| 3                | Alexandre Vinokourov | Pavel Brutt          | Dario Cioni                      | Oleksandr Kvachuk         | Peter Stetina                | Movistar               |
| 4                | David Zabriskie      | Cadel Evans          | Dario Cioni                      | Oleksandr Kvachuk         | Andrew Talansky              | Garmin-Cervélo         |
| 5                | Ben Swift            | Cadel Evans          | Matthias Brändle                 | Chris Anker Sørensen      | Andrew Talansky              | Garmin-Cervélo         |
| Classement final | Classement final     | Cadel Evans          | Matthias Brändle                 | Chris Anker Sørensen      | Andrew Talansky              | Garmin-Cervélo         |

### UCI World Tour
Ce Tour de Romandie attribue des points pour l'UCI World Tour 2011, seulement aux coureurs des équipes ayant un label ProTeam.
| Position           | 1er | 2e | 3e | 4e | 5e | 6e | 7e | 8e | 9e | 10e |
| Classement général | 100 | 80 | 70 | 60 | 50 | 40 | 30 | 20 | 10 | 4   |
| Par étape          | 6   | 4  | 2  | 1  | 1  |    |    |    |    |     |

| #  | Coureur              | Équipe              | Points |
| -- | -------------------- | ------------------- | ------ |
| 1  | Cadel Evans          | BMC Racing          | 104    |
| 2  | Tony Martin          | Team HTC-Highroad   | 83     |
| 3  | Alexandre Vinokourov | Astana              | 78     |
| 4  | Marco Pinotti        | Team HTC-Highroad   | 60     |
| 5  | Beñat Intxausti      | Movistar            | 50     |
| 6  | Pieter Weening       | Team RadioShack     | 40     |
| 7  | Janez Brajkovič      | Team HTC-Highroad   | 30     |
| 8  | Pavel Brutt          | Team Katusha        | 26     |
| 9  | Andrew Talansky      | Garmin-Cervélo      | 10     |
| 10 | Damiano Cunego       | Lampre-ISD          | 7      |
| 11 | Ben Swift            | Team Sky            | 7      |
| 12 | David Zabriskie      | Garmin-Cervélo      | 6      |
| 13 | Jonathan Castroviejo | Euskaltel-Euskadi   | 6      |
| 14 | David Millar         | Garmin-Cervélo      | 5      |
| 15 | Oleksandr Kvachuk    | Lampre-ISD          | 4      |
| 16 | Taylor Phinney       | BMC Racing          | 4      |
| 17 | Mikaël Cherel        | AG2R La Mondiale    | 4      |
| 18 | Richie Porte         | Saxo Bank-SunGard   | 4      |
| 19 | Davide Viganò        | Team Leopard-Trek   | 4      |
| 20 | Óscar Freire         | Rabobank            | 3      |
| 21 | Lieuwe Westra        | Vacansoleil-DCM     | 2      |
| 22 | Branislau Samoilau   | Movistar            | 2      |
| 23 | Leigh Howard         | Team HTC-Highroad   | 2      |
| 24 | Geoffroy Lequatre    | Team RadioShack     | 1      |
| 25 | Jack Bobridge        | Garmin-Cervélo      | 1      |
| 26 | Rui Costa            | Movistar            | 1      |
| 27 | David López García   | Movistar            | 1      |
| 28 | Bradley Wiggins      | Team Sky            | 1      |
| 29 | Fabio Sabatini       | Liquigas-Cannondale | 1      |
| 30 | Enrico Gasparotto    | Astana              | 1      |

## Liste des participants
| Légende | Légende                                                                                                  | Légende | Légende                                                                                         |
| ------- | --- | ------- | ----------------------------------------------------------------------------------------------- |
|         | Indique le vainqueur du classement général                                                               |         | Indique le vainqueur du classement de la montagne                                               |
|         | Indique le vainqueur du classement du meilleur sprinteur                                                 |         | Indique le vainqueur du classement du meilleur jeune                                            |
| NP      | Indique un coureur qui n'a pas pris le départ d'une étape, suivi du numéro de l'étape où il s'est retiré | AB      | Indique un coureur qui n'a pas terminé une étape, suivi du numéro de l'étape où il s'est retiré |
| HD      | Indique un coureur qui a terminé une étape hors des délais, suivi du numéro de l'étape                   | *       | Indique un coureur en lice pour le maillot blanc                                                |

| Lampre-ISD          | Lampre-ISD             | Lampre-ISD          | Team RadioShack | Team RadioShack        | Team RadioShack | Team HTC-Highroad  | Team HTC-Highroad     | Team HTC-Highroad  |
| ------------------- | ---------------------- | ------------------- | --------------- | ---------------------- | --------------- | ------------------ | --------------------- | ------------------ |
| 1                   | Simon Špilak           | 21e                 | 11              | Janez Brajkovič        | 7e              | 21                 | Marco Pinotti         | 4e                 |
| 2                   | Damiano Cunego         | 16e                 | 12              | Haimar Zubeldia        | 39e             | 22                 | František Raboň       | AB-5               |
| 3                   | Andrey Kashechkin      | 37e                 | 13              | Ben Hermans            | AB-2            | 23                 | Leigh Howard*         | AB-4               |
| 4                   | David Loosli           | 102e                | 14              | Dmitriy Muravyev       | 33e             | 24                 | Mark Renshaw          | 133e               |
| 5                   | Manuele Mori           | AB-5                | 15              | Geoffroy Lequatre      | 78e             | 25                 | Bert Grabsch          | AB-5               |
| 6                   | Oleksandr Kvachuk      | 38e                 | 16              | Sébastien Rosseler     | AB-2            | 26                 | Kanstantsin Siutsou   | 77e                |
| 7                   | Matteo Bono            | AB-4                | 17              | Manuel António Cardoso | 132e            | 27                 | Tony Martin           | 2e                 |
|                     |                        |                     | 18              | Fumiyuki Beppu         | 57e             | 28                 | Patrick Gretsch*      | 109e               |
| Rabobank            | Rabobank               | Rabobank            | Garmin-Cervélo  | Garmin-Cervélo         | Garmin-Cervélo  | Team Leopard-Trek  | Team Leopard-Trek     | Team Leopard-Trek  |
| 31                  | Luis León Sánchez      | 56e                 | 41              | David Millar           | 10e             | 51                 | Daniele Bennati       | AB-1               |
| 32                  | Rick Flens             | AB-5                | 42              | Jack Bobridge*         | 120e            | 52                 | Linus Gerdemann       | 11e                |
| 33                  | Óscar Freire           | 80e                 | 43              | David Zabriskie        | 32e             | 53                 | Thomas Rohregger      | 24e                |
| 34                  | Steven Kruijswijk*     | 41e                 | 44              | Andrew Talansky*       | 9e              | 54                 | Oliver Zaugg          | 23e                |
| 35                  | Stef Clement           | 75e                 | 45              | Peter Stetina*         | 27e             | 55                 | Davide Viganò         | 82e                |
| 36                  | Tom Leezer             | NP-2                | 46              | Matthew Wilson         | 114e            | 56                 | Tom Stamsnijder       | AB-5               |
| 37                  | Pieter Weening         | 6e                  | 47              | Tom Danielson          | 20e             | 57                 | Brice Feillu          | 59e                |
| 38                  | Dennis van Winden*     | 106e                | 48              | Cameron Meyer*         | 87e             | 58                 | Bruno Pires           | 35e                |
| BMC Racing          | BMC Racing             | BMC Racing          | Team Sky        | Team Sky               | Team Sky        | Omega Pharma-Lotto | Omega Pharma-Lotto    | Omega Pharma-Lotto |
| 61                  | Cadel Evans            | 1er                 | 71              | Bradley Wiggins        | 62e             | 81                 | Adam Blythe*          | NP-4               |
| 62                  | Taylor Phinney*        | AB-5                | 72              | Geraint Thomas         | 88e             | 82                 | Maarten Neyens        | 116e               |
| 63                  | Steve Morabito         | 13e                 | 73              | Dario Cioni            | 25e             | 83                 | Francis De Greef      | 70e                |
| 64                  | Amaël Moinard          | 48e                 | 74              | Christopher Froome     | 15e             | 84                 | Bart De Clercq        | 29e                |
| 65                  | Ivan Santaromita       | 51e                 | 75              | Morris Possoni         | 43e             | 85                 | Jurgen Van de Walle   | 64e                |
| 66                  | Michael Schär          | 73e                 | 76              | Christopher Sutton     | 112e            | 86                 | Óscar Pujol           | 115e               |
| 67                  | Johann Tschopp         | 44e                 | 77              | Michael Barry          | 60e             |                    |                       |                    |
| 68                  | Danilo Wyss            | 117e                | 78              | Ben Swift*             | 67e             |                    |                       |                    |
| Movistar            | Movistar               | Movistar            | Quick Step      | Quick Step             | Quick Step      | Saxo Bank-SunGard  | Saxo Bank-SunGard     | Saxo Bank-SunGard  |
| 91                  | Beñat Intxausti        | 5e                  | 101             | Marc de Maar           | NP-4            | 111                | Richie Porte          | 121e               |
| 92                  | Jesús Herrada*         | 54e                 | 102             | Gerald Ciolek          | AB-5            | 112                | Luke Roberts          | 104e               |
| 93                  | Rui Costa              | 18e                 | 103             | Kevin Seeldraeyers     | 94e             | 113                | Rafał Majka*          | 47e                |
| 94                  | Branislau Samoilau     | 85e                 | 104             | Francesco Chicchi      | 131e            | 114                | Chris Anker Sørensen  | 86e                |
| 95                  | David Lopez            | 12e                 | 105             | Jan Tratnik*           | 130e            | 115                | Michael Mørkøv        | 129e               |
| 96                  | José García            | 95e                 | 106             | Kevin De Weert         | 28e             | 116                | Volodymyr Gustov      | 42e                |
| 97                  | Ignatas Konovalovas    | 93e                 | 107             | Addy Engels            | NP-4            | 117                | Benjamín Noval        | 125e               |
| 98                  | Enrique Unzue Sanz*    | 110e                | 108             | Marco Bandiera         | 119e            | 118                | Nicki Sørensen        | NP-1               |
| Liquigas-Cannondale | Liquigas-Cannondale    | Liquigas-Cannondale | Team Katusha    | Team Katusha           | Team Katusha    | Euskaltel-Euskadi  | Euskaltel-Euskadi     | Euskaltel-Euskadi  |
| 121                 | Ivan Basso             | 31e                 | 131             | Vladimir Karpets       | 46e             | 141                | Jonathan Castroviejo* | 113e               |
| 122                 | Alan Marangoni         | 105e                | 132             | Vladimir Gusev         | 97e             | 142                | Ion Izagirre          | 103e               |
| 123                 | Tiziano Dall'Antonia   | 100e                | 133             | Artem Ovechkin         | 108e            | 143                | Amets Txurruka        | 74e                |
| 124                 | Paolo Longo Borghini   | AB-5                | 134             | Aliaksandr Kuschynski  | 91e             | 144                | Iván Velasco          | 53e                |
| 125                 | Sylwester Szmyd        | 30e                 | 135             | Petr Ignatenko*        | 123e            | 145                | Egoi Martínez         | 79e                |
| 126                 | Alessandro Vanotti     | 99e                 | 136             | Pavel Brutt            | 8e              | 146                | Gorka Verdugo         | 17e                |
| 127                 | Fabio Sabatini         | 107e                | 137             | Alexandr Pliuschin*    | 68e             | 147                | Alan Pérez Lezaun     | 96e                |
| 128                 | Simone Ponzi*          | NP-2                | 138             | Mikhail Ignatyev       | 118e            | 148                | Koldo Fernández       | 127e               |
| AG2R La Mondiale    | AG2R La Mondiale       | AG2R La Mondiale    | Vacansoleil-DCM | Vacansoleil-DCM        | Vacansoleil-DCM | Astana             | Astana                | Astana             |
| 151                 | Jean-Christophe Péraud | 40e                 | 161             | Lieuwe Westra          | 22e             | 171                | Roman Kreuziger       | 63e                |
| 152                 | Mathieu Perget         | 49e                 | 162             | Joost van Leijen       | 126e            | 172                | Enrico Gasparotto     | 76e                |
| 153                 | Julien Loubet          | 122e                | 163             | Rob Ruijgh             | 34e             | 173                | Mirco Lorenzetto      | 124e               |
| 154                 | John Gadret            | 26e                 | 164             | Wouter Mol             | AB-3            | 174                | Gorazd Štangelj       | 90e                |
| 155                 | Mikaël Cherel          | 50e                 | 165             | Martijn Keizer*        | 71e             | 175                | Robert Kišerlovski    | NP-1               |
| 156                 | Maxime Bouet           | 89e                 | 166             | Matteo Carrara         | 84e             | 176                | Maxim Iglinskiy       | AB-1               |
| 157                 | Nicolas Roche          | 58e                 | 167             | Santo Anzà             | 69e             | 177                | Alexandre Vinokourov  | 3e                 |
| 158                 | David Le Lay           | 81e                 |                 |                        |                 | 178                | Paolo Tiralongo       | 61e                |
| Europcar            | Europcar               | Europcar            | Geox-TMC        | Geox-TMC               | Geox-TMC        |                    |                       |                    |
| 181                 | Jérôme Cousin*         | 11e                 | 191             | Denis Menchov          | 14e             |                    |                       |                    |
| 182                 | Perrig Quéméneur       | 72e                 | 192             | Marcel Wyss            | 19e             |                    |                       |                    |
| 183                 | Christophe Kern        | 92e                 | 193             | Noé Gianetti*          | 128e            |                    |                       |                    |
| 184                 | Cyril Gautier*         | 36e                 | 194             | Giampaolo Cheula       | 52e             |                    |                       |                    |
| 185                 | Anthony Charteau       | 65e                 | 195             | Matthias Brändle*      | 45e             |                    |                       |                    |
| 186                 | Yukiya Arashiro        | 98e                 | 196             | Dmitry Kozontchuk      | 66e             |                    |                       |                    |
| 187                 | Pierre Rolland         | 83e                 | 197             | Mauricio Ardila        | 55e             |                    |                       |                    |
|                     |                        |                     | 198             | Marco Corti            | 101e            |                    |                       |                    |